# 近鉄伊勢線
伊勢線（いせせん）は、かつて三重県津市の江戸橋駅と三重県松阪市の新松阪駅とを結んでいた近畿日本鉄道（近鉄）の鉄道路線である。伊勢電気鉄道により建設された路線がその前身である。本項目では関西急行鉄道時代に廃止された新松阪駅 - 大神宮前駅についても扱う。

## 歴史
伊勢電気鉄道は現在の近鉄のルーツとなった鉄道会社の一つであり、ローカル私鉄にすぎなかった伊勢鉄道（初代。現在の伊勢鉄道とは異なる）を母体とし、新規延長と養老電気鉄道の買収により大垣駅から大神宮前駅に至る路線を完成させた。しかしながら、名古屋への延長を後手に回したことにより乗客が伸び悩み、経営基盤が脆弱だったこともあって、1936年にライバルであった参宮急行電鉄（以下「参急」）に合併され、伊勢電の保有していた路線のうち、桑名駅 - 大神宮前駅間が参急の名古屋伊勢本線となった。
名古屋への延長は参急傘下の関西急行電鉄によって引き継がれ、1938年6月26日には念願だった関急名古屋駅から大神宮前駅までの直通急行が運転を開始した。参急はその6日前の6月20日に津線（軌間1,435mm）を江戸橋駅まで延長、この時点では名古屋伊勢本線とは軌間が異なるため江戸橋駅で乗り換えを必要としたが、同年12月6日には参急中川駅 - 江戸橋駅間を1,067mmに改軌して直通を可能にした。翌年には参急が関西急行電鉄を合併することにより桑名駅 - 参急名古屋駅間を名古屋伊勢本線に編入して現在の近鉄名古屋線の原形を作り上げた。1941年に参急は大阪電気軌道と合併し、関西急行鉄道（関急）が発足している。
関急発足後の路線名整理により、津線（参急中川 - 江戸橋）と名古屋伊勢本線（参急名古屋 - 大神宮前）は名古屋線（伊勢中川 - 関急名古屋）と伊勢線（江戸橋 - 大神宮前）に整理された。しかし伊勢線は新松阪駅 - 大神宮前駅間が山田線との重複と見なされて1942年に廃止となり、撤去された軌道は名古屋線の複線化などに転用された。1944年には戦時統合により近畿日本鉄道の路線となるが、1959年の伊勢湾台風後の復旧に関連して繰り上げ実施された名古屋線広軌化の際にも、伊勢線は既に廃止が取り沙汰されていたことから1,067mmのまま残され、1961年には全線廃止となった。

### 年表
- 1917年（大正6年）1月1日 - 伊勢鉄道（初代）により高田本山駅 - 津市駅（初代・後の部田）間が延伸開業。この時点での路線は千代崎駅 - 津市駅間。非電化。
- 1924年（大正13年）4月3日 - 津市 （初代） 駅を部田駅に改称。部田駅 - 津市駅 （2代） 間を延伸。
- 1925年（大正14年）12月16日 - 津市駅 （2代） を津新地駅に改称。
- 1926年（大正15年）9月11日 - 社名変更により伊勢電気鉄道の路線となる。
  - （昭和元年） 12月26日 - 直流1500Vによる電気運転開始。
- 1930年（昭和5年）4月1日 - 津新地駅 - 新松阪駅間が全線複線で開業。
  - 4月10日 - 乙部駅を津海岸駅に、公園下駅を本居神社前駅に改称。
  - 12月25日 - 新松阪駅 - 大神宮前駅間が全線複線で開業。
- 1934年（昭和9年）4月3日 - 部田駅を伊勢電津駅に改称。
- 1936年（昭和11年）9月15日 - 会社合併により参急名古屋伊勢本線となる。伊勢電津駅を部田駅に改称。
- 1937年（昭和12年）8月1日 - 新松阪駅 - 川端駅間を単線化[2]。
  - 11月3日 - 松ヶ崎駅開業[2]。
- 1938年（昭和13年）4月2日 - 結城神社前駅 - 新松阪駅間を単線化[2]。
- 1941年（昭和16年）3月15日 - 会社合併により関西急行鉄道名古屋線および伊勢線となる。
- 1942年（昭和17年）8月11日 - 新松阪駅 - 大神宮前駅間が廃止。
- 1944年（昭和19年）3月13日 - 会社合併により近畿日本鉄道の路線となる。
- 1947年（昭和22年）- 松阪北口駅を廃止。
- 1959年（昭和34年）8月 - 江戸橋駅を100m北方に移転。
- 1961年（昭和36年）1月22日 - 江戸橋駅 - 新松阪駅間全線廃止。

## 路線データ
※ 全線廃止時点のもの
- 路線距離（営業キロ）：20.6km
- 軌間：1,067mm
- 駅数：16駅（起終点駅含む）
- 複線区間：津新地駅 - 結城神社前駅間
- 電化区間：全線電化（直流1500V）

## 沿線

### 江戸橋駅 - 新松阪駅間
伊勢電時代の江戸橋駅は現在より100mほど南にあり、設置当初は棒線駅に過ぎなかったが、参急が路線を延長してきたことで乗換駅となった。次の部田駅は津駅の北東に位置した。津新地駅は新松阪駅への延長の際に移転されており、ここから結城神社前駅までは最後まで残った複線区間である。津新地 - 大神宮前駅は開通当初は全線複線であったが、参急への統合以降単線化が進められていった。続く米津駅と雲出駅は停留所でありながら複線時代の相対式ホームの面影を残していた。香良洲駅は当初2面4線を備えたが、単線化後は1面2線に縮小されていた。雲出川を渡って小野江駅、天白駅と続き、米ノ庄駅は交換設備を有した。松ヶ崎駅は参急との合併後に設けられた駅で、高架上で山田線と連絡した。その後松江駅、本居神社前駅と続き、1947年までは両駅の間に松阪北口駅があった。新松阪駅も盛時には2面4線の威容を誇ったが、廃止時には1面2線に縮小されていた。

### 新松阪駅 - 大神宮前駅間
新松阪駅の次の花岡駅では松阪電気鉄道（→三重交通を経て三重電気鉄道松阪線）と連絡、伊勢電側の駅は松阪線を乗り越えたすぐ先にあった。続く徳和駅では省線参宮線（現在のJR東海紀勢本線）と連絡、ここでも伊勢電が省線の線路をオーバークロスしていた。上櫛田駅、漕代駅、南斎宮駅、南明星駅はそれぞれ山田線の櫛田駅、漕代駅、斎宮駅、明星駅の南西側に位置した。伊勢有田駅と川端駅の間で再び参宮線（現在のJR東海参宮線）を跨ぎ、やがて宮川をトラス橋で渡った。終点大神宮前駅までの2km弱の区間には、宮川堤駅、山田西口駅、常盤町駅の3つの駅がひしめき、この三者の間には伊勢電では珍しい2つのトンネルがあった。大神宮前駅は伊勢神宮外宮の園地に隣接していた。

## 運転
路線が大神宮前駅まで達すると、桑名駅 - 大神宮前駅間を途中4駅のみ停車し85分で走破する特急「はつひ」「かみち」が、新造されたモハニ231形により運転を開始。伊勢電が参急に吸収されたのちには、関急名古屋駅 - 大神宮前駅間を特急が110分で走破した。戦後は線内運転のみとなった。

## 車両
- 1960年時点[3]
  - モ5111形（5111-5112）元伊勢電111
  - モ5121形（5121-5122）元伊勢電121
  - ク5411形（5413-5414）元養老電鉄

## 駅一覧・接続路線
- 全駅三重県に所在した。
- 所在地は現在のものを示す。
- 接続路線はそれぞれの区間（江戸橋駅 - 新松阪駅、新松阪駅 - 大神宮前駅）の廃止時点に準拠する。
- 新松阪以南のキロ程は移転した江戸橋駅起算に換算している。

| 駅名           | よみがな             | 駅間キロ | 営業キロ | 接続路線             | 所在地 |
| -------------- | -------------------- | -------- | -------- | -------------------- | ------ |
| 江戸橋駅       | えどばし             | -        | 0.0      | 近鉄：名古屋線       | 津市   |
| 部田駅         | へた                 | 1.1      | 1.1      | 国鉄：紀勢本線       | 津市   |
| 津新地駅       | つしんち             | 1.4      | 2.5      |                      | 津市   |
| 津海岸駅       | つかいがん           | 1.0      | 3.5      |                      | 津市   |
| 阿漕浦駅       | あこぎうら           | 1.3      | 4.8      |                      | 津市   |
| 結城神社前駅   | ゆうきじんじゃまえ   | 1.0      | 5.8      |                      | 津市   |
| 米津駅         | よねづ               | 1.5      | 7.3      |                      | 津市   |
| 雲出駅         | くもず               | 2.1      | 9.4      |                      | 津市   |
| 香良洲駅       | からす               | 1.3      | 10.7     |                      | 津市   |
| 小野江駅       | おのえ               | 1.2      | 11.9     |                      | 松阪市 |
| 天白駅         | てんぱく             | 1.8      | 13.7     |                      | 松阪市 |
| 米ノ庄駅       | よねのしょう         | 2.2      | 15.9     |                      | 松阪市 |
| 松ヶ崎駅       | まつがさき           | （不明） | （不明） | 近鉄：山田線         | 松阪市 |
| 松江駅         | まつえ               | （不明） | 18.3     |                      | 松阪市 |
| 松阪北口駅※    | まつさかきたぐち     | 0.7      | 19.0     |                      | 松阪市 |
| 本居神社前駅   | もとおりじんじゃまえ | 0.8      | 19.8     |                      | 松阪市 |
| 新松阪駅       | しんまつさか         | 0.8      | 20.6     |                      | 松阪市 |
| 1942年廃止区間 |                      |          |          |                      |        |
| 花岡駅         | はなおか             | 0.6      | 21.2     | 松阪電気鉄道：松阪線 | 松阪市 |
| 徳和駅         | とくわ               | 2.4      | 23.6     | 鉄道省：参宮線       | 松阪市 |
| 上櫛田駅       | かみくしだ           | 2.3      | 25.9     |                      | 松阪市 |
| 漕代駅         | こいしろ             | 1.3      | 27.2     |                      | 松阪市 |
| 南斎宮駅       | みなみさいくう       | 1.9      | 29.1     |                      | 明和町 |
| 南明星駅       | みなみみょうじょう   | 2.2      | 31.3     |                      | 明和町 |
| 伊勢有田駅     | いせうだ             | 2.5      | 33.8     |                      | 伊勢市 |
| 川端駅         | かわばた             | 3.6      | 37.4     |                      | 伊勢市 |
| 宮川堤駅       | みやがわづつみ       | 0.6      | 38.0     |                      | 伊勢市 |
| 山田西口駅     | やまだにしぐち       | 0.3      | 38.3     |                      | 伊勢市 |
| 常盤町駅       | ときわちょう         | 0.6      | 38.9     |                      | 伊勢市 |
| 大神宮前駅     | だいじんぐうまえ     | 0.5      | 39.4     |                      | 伊勢市 |

※松阪北口駅は1947年（昭和22年）廃止。

## 代行バス
新松阪駅 - 大神宮前駅間の廃止は戦時下であり、物資が逼迫した状況であったため、代替交通は設定されなかった。伊勢街道経由の松阪 - 山田（現：伊勢市）間のバス路線は存在したが、これも戦時下で休止していた（1952年7月1日再開）。三重交通が旧沿線のバス路線を設定したのは、廃線跡が参宮有料道路に転用された後で、1954年1月25日より、参宮有料道路経由の津 - 山田間のバス路線が設定された。
一方、江戸橋駅 - 新松阪駅間については、近鉄バス（当時は近畿日本鉄道自動車局の直営）による代行バスが設定され、1963年10月15日からは三重交通が引き継いだ。この時点で、新江戸橋 - 津駅 - 阿漕浦 - 天白 - 新松阪の「伊勢線」、津駅 - 松阪駅前 - 早馬瀬口 - 世古 - 千引神社前 - 伊勢市駅前 - 宇治山田駅前 - 鳥羽 - 御座の「津鳥羽線」が設定され、明確な代行バスとしては前者を指した。
新江戸橋 - 新松阪の系統は、途中で津駅 - 阿漕浦 - 天白 - 松阪駅前間の運行となり、新松阪は経由しなくなった（新江戸橋は別路線の停留所として現存。新松阪はバス停としても廃止）。さらに2001年4月に天白で系統分割され、2005年10月に天白以南の系統は廃止された。2006年12月20日からは、松阪市空港アクセス・コミュニティバス（鈴の音バス）三雲松阪線として、天白（回転場） - 三雲地域振興局 - JR松阪駅 - 近鉄松阪駅 - 松阪港・空港アクセス間（2010年6月1日より、JR松阪駅 - 松阪港・空港アクセス間の系統分離。2019年4月1日より、天白（回転場）バス停新設）を運行している。
また、津駅前 - 御座の系統は、その後、松阪駅前 - 宇治山田駅前の系統（松阪伊勢線）として分割され、長くその形態での運行が続いていた。しかし、松阪駅前 - 早馬瀬口間が2008年3月31日限りで廃止され、残る早馬瀬口 - 千引神社前 - 宇治山田駅前間も2019年9月30日限りで廃止された。千引神社前 - 宇治山田駅前間は他系統のバス路線が残っている。残る区間のバス路線は一部が鈴の音バス（松阪市コミュニティバス）・明和町町民バスに引き継がれたが、自治体間を跨ぐ乗り継ぎはできず、実質的に消滅している。
2025年5月現在の状況
- 津駅 - 天白（回転場） 三重交通31系統・津三雲線：上り11本、下り10本
- 天白（回転場） - 三雲地域振興局 - 松阪駅前 コミュニティバス三雲松阪線：上り6本、下り7本（1本は三雲地域振興局発）

廃止時の状況
- 松阪駅前 - 早馬瀬口　三重交通20系統・松阪伊勢線：上下3往復（2008年3月現在）
- 早馬瀬口 - 宇治山田駅前　三重交通20系統・松阪伊勢線：上下7往復（土休日は5往復）（2019年9月現在）

## 廃線跡

### 江戸橋駅 - 新松阪駅間
江戸橋駅 - 部田間の路盤の一部は生活道路に転用されている。部田駅に隣接していた変電所は名古屋線用として稼働を続けており、また部田駅のプラットホームは、その残骸が2014年まで三重交通駐車場の片隅に残っていた。安濃川では部田側の岸にのみ橋台跡が残る。津新地駅付近の路盤は市道となり、終着駅であった初代の駅に向かう路盤と、路線延長後に移設された2代目の駅に向かう両方の路盤が確認できる。
岩田川橋梁は伊勢線最大の遺構で、プレートガーター橋に舗装し道路橋（現在の名前は津興橋：つおきばし）として2019年12月24日まで使用されていた。津市は2015年に老朽化や耐震対策などを理由に、橋を取り壊して架け替えることを決めた。従来の岩田川橋梁（津興橋）は平成31年度（令和元年度、2019年度）に撤去される予定で、2018年より工事が始まっており、令和7年度（2025年度）までに純粋な道路橋に架け替えられる予定である。
路盤は香良洲駅付近まで市道となって南下する。雲出川の手前で築堤が現れ、雲出川橋梁の橋脚は継ぎ足した上で水道橋に転用されている。雲出川右岸にはガードの残骸も残る。小野江駅付近から路盤を転用した市道が再び姿を現す。三渡川の手前で市道は消え、三渡川に隣接する用水路の右岸にはかろうじて橋脚跡が残っている。松ヶ崎駅は山田線を乗り越えるガード上にホームがあった。現在そのガードには三重県道756号が通っている。新松阪駅跡は店舗に転用されて跡形も無い。

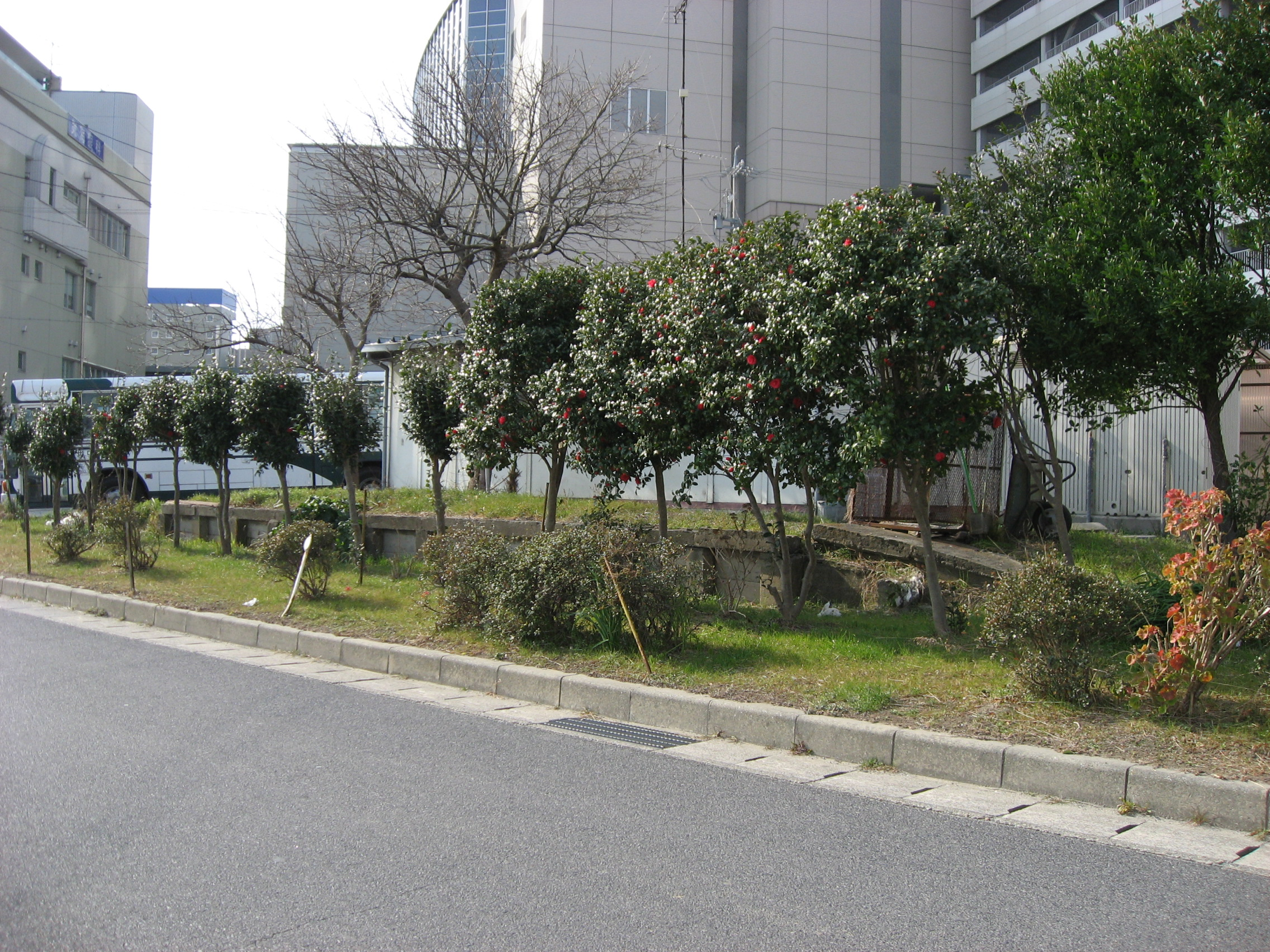
部田駅ホームの残骸
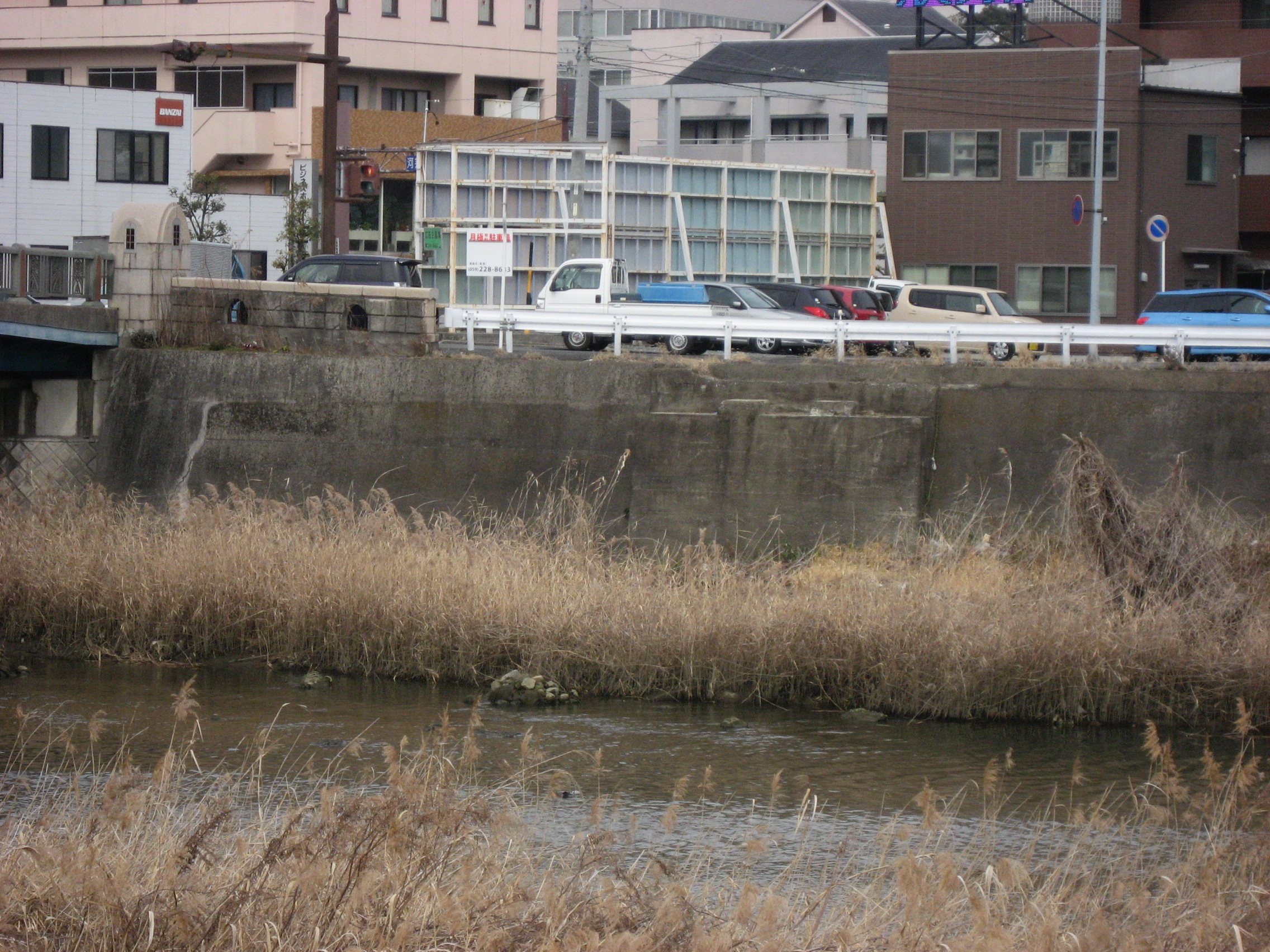
安濃川に残る橋台跡
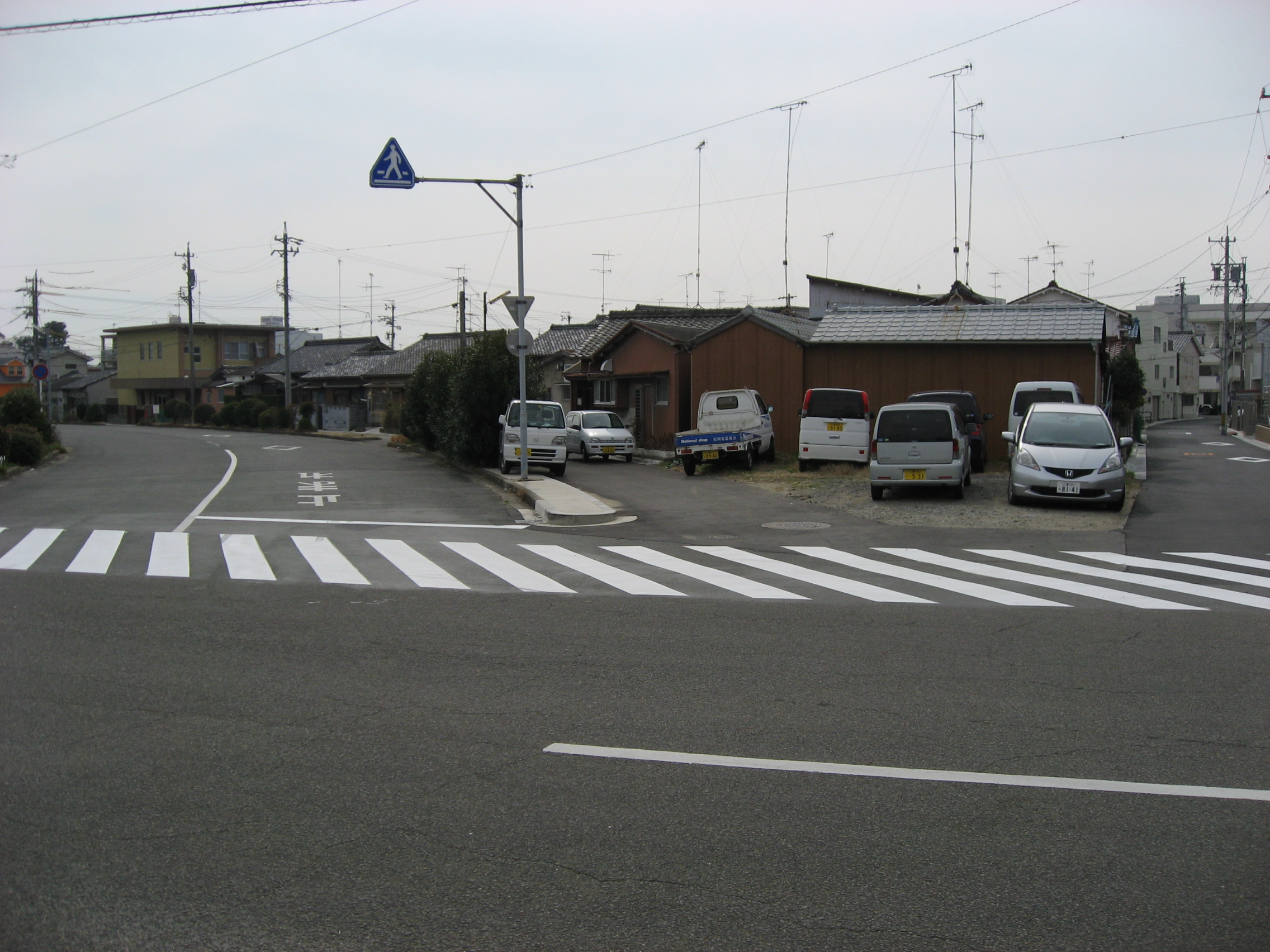
右が初代津新地に、左が2代目津新地駅に通じていた。
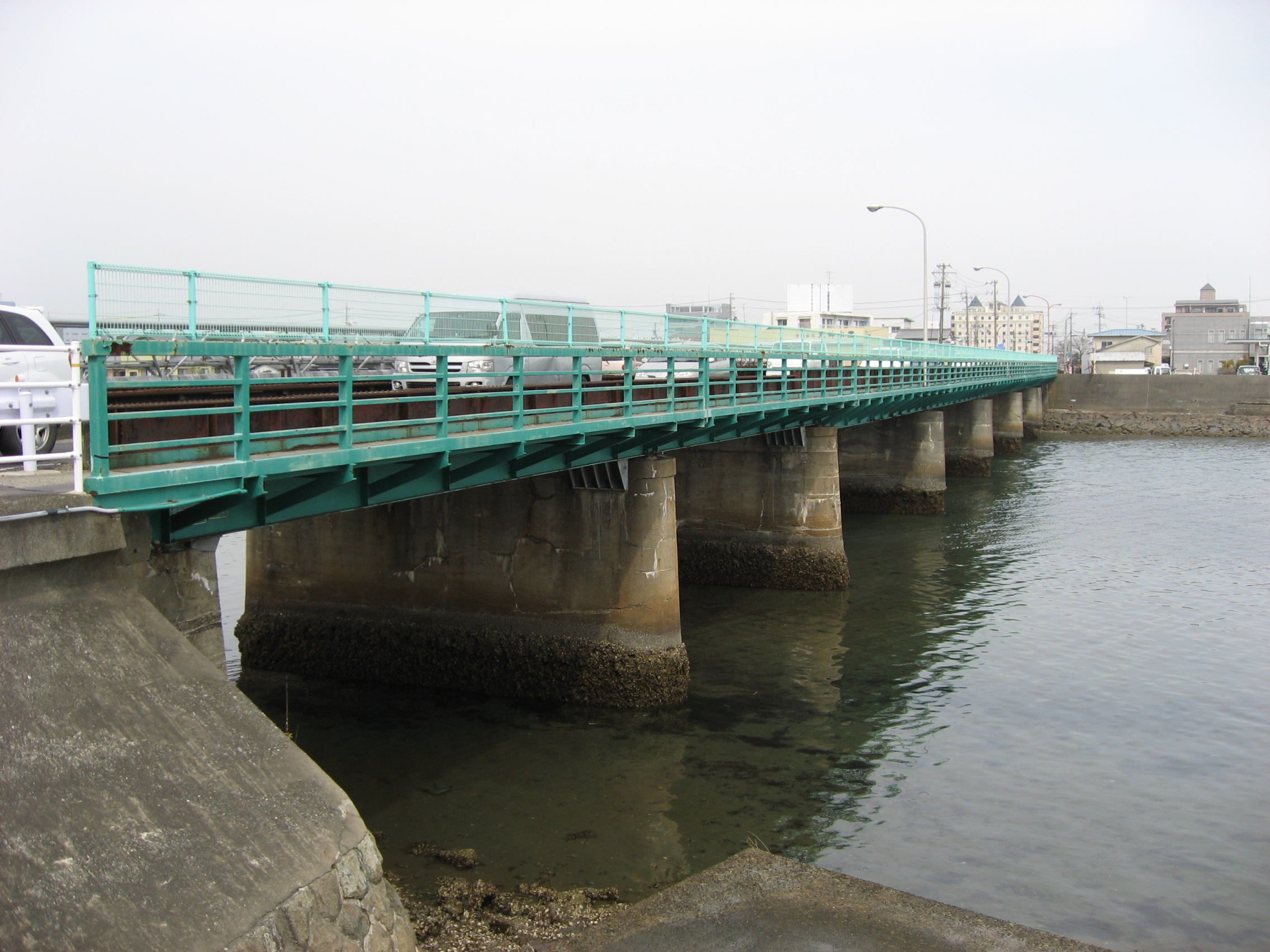
道路橋に転用された岩田川橋梁

### 新松阪駅 - 大神宮前駅

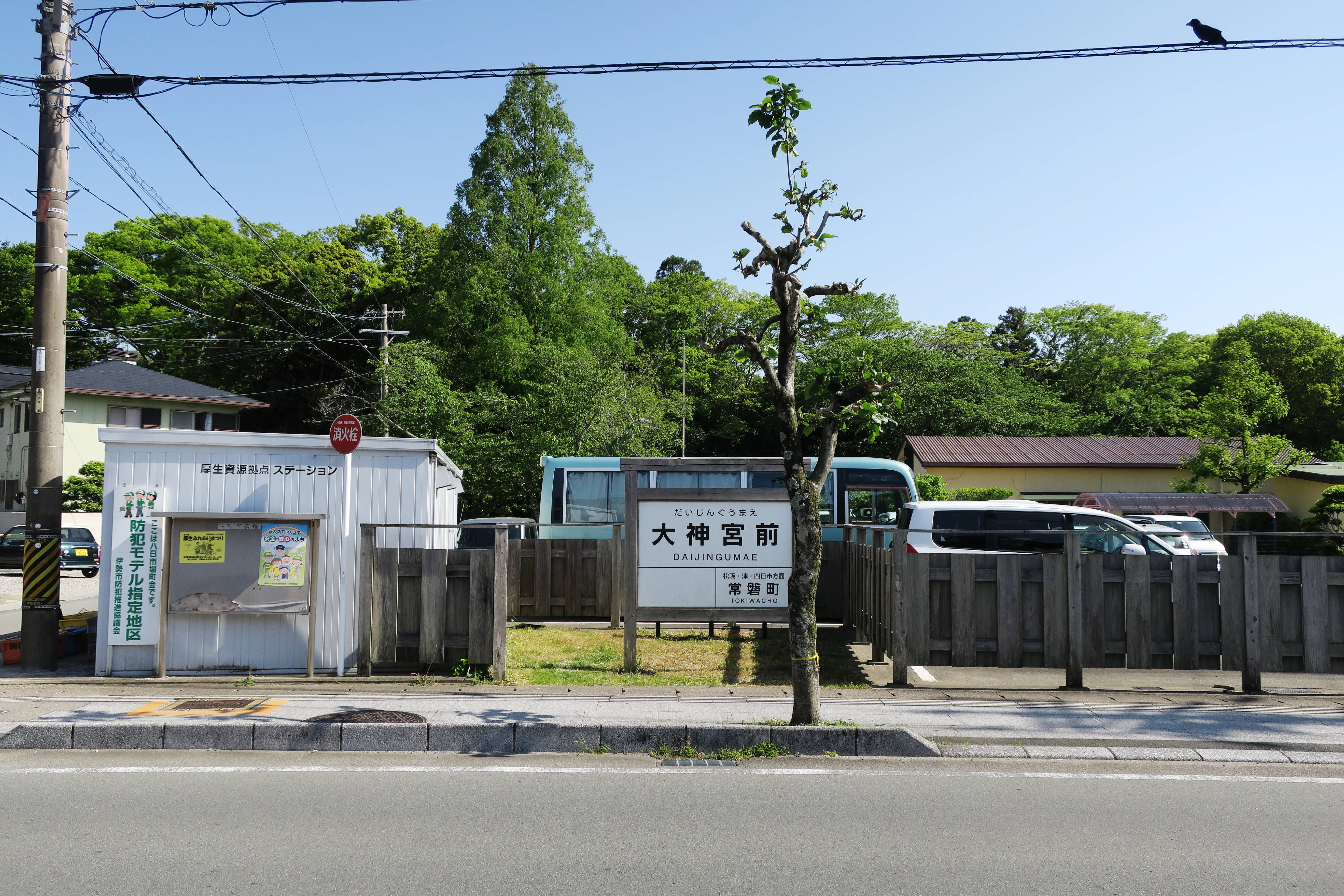
大神宮前駅跡

花岡駅には当時を偲べる物はほとんど残されていない。徳和駅の紀勢本線を乗り越えていたガードは架け替えられ、三重県道756号が通っている。県道が尽きる豊原琵琶垣内交差点付近からしばらくは小さな橋台がいくつか残っている。漕代駅跡付近からの線路跡は、現在は三重県道37号が通っている。伊勢有田駅 - 川端駅間の参宮線を乗り越えていたガードは、当時のまま道路橋に転用されている。この付近にも小規模な橋台がいくつか残っている。宮川を渡る鉄橋のトラスの一部は豊橋駅を跨ぐ陸橋に転用されて現存しているが、宮川橋梁自体を偲べる構造物は大神宮前方にある橋台のみである。宮川堤駅から大神宮前駅までの路盤は線路に転用されている。この区間にあった第1トンネル、第2トンネルは自動車用に改良され、それぞれ秋葉山トンネル、天神丘トンネルと名を変えている。山田西口駅跡には、跡地の敷地にある民家が「伊勢電山田西口駅記念室」として、壁には駅名標が再現され、伊勢電の資料室を設けている。大神宮前駅跡には伊勢市の設置した駅名標形の記念碑が建てられている。